# Lista torów Formuły 1
Sezon mistrzostw świata Formuły 1 składa się z serii Grand Prix, które odbywają się na przeznaczonych do tego celu torach wyścigowych, a czasem na zamkniętych ulicach miast. Wyniki wszystkich wyścigów w danym sezonie pozwalają wyłonić mistrza w dwóch kategoriach – wśród kierowców i konstruktorów.
Pierwsze Grand Prix Mistrzostw Świata Formuły 1 odbyło się w 1950 roku na brytyjskim Silverstone Circuit. Zwycięzcą został Giuseppe „Nino” Farina, startujący w Alfie Romeo. W początkowych latach wyścigi rozgrywane były głównie na torach europejskich, jednak Formuła 1 stała się serią o zasięgu globalnym. Z 19 torów używanych w sezonie 2014, 6 to obiekty powstałe w XXI wieku, a wszystkie z nich (z wyjątkiem Sochi Autodrom) znajdują się poza Europą.
Torem, na którym zorganizowano najwięcej wyścigów Formuły 1, jest Autodromo Nazionale di Monza. Włoski tor używany był we wszystkich edycjach Grand Prix Włoch Formuły 1 poza sezonem 1980, kiedy to wyścig rozegrano na Autodromo Enzo e Dino Ferrari. Najkrótszym torem wykorzystywanym w Formule 1 był Zeltweg Airfield w Austrii o długości 3,200 km, natomiast najdłuższym – Pescara Circuit we Włoszech (25,579 km), gdzie rozegrano jedyne wliczane do wyników, Grand Prix Pescara 1957.
Przez lata tory poddawano przebudowom lub korzystano z różnych ich konfiguracji. Lista przedstawia ostatnie wykorzystywane warianty torów.

## Tory
|  | Obecne tory wyścigowe (2024) |

- Kolumna „Typ” odnosi się do typu obiektu:
  - Uliczny – tworzony jest na zamkniętych ulicach miasta;
  - Stały – zamknięty dla ruchu obiekt, na którym rozgrywane są tylko wyścigi;
  - Mieszany – wykorzystujący po części ulice i stały tor wyścigowy.

| Tor                                   | Mapa                            | Typ      | Kierunek                           | Lokalizacja                            | Długość   | Grand Prix                                                                       | Sezon(y) | Rozegrane Grand Prix |
| ------------------------------------- | ------------------------------- | -------- | ---------------------------------- | -------------------------------------- | --------- | -------------------------------------------------------------------------------- | --- | -------------------- |
| Adelaide Street Circuit               |                                 | Uliczny  | Prawoskrętny                       | Adelaide, Australia                    | 3,780 km  | Grand Prix Australii                                                             | 1985–1995 | 11                   |
| Ain-Diab Circuit                      |                                 | Mieszany | Prawoskrętny                       | Casablanca, Maroko                     | 7,618 km  | Grand Prix Maroka                                                                | 1958 | 1                    |
| Aintree Motor Racing Circuit          |                                 | Mieszany | Prawoskrętny                       | Aintree, Wielka Brytania               | 4,828 km  | Grand Prix Wielkiej Brytanii                                                     | 1955, 1957, 1959, 1961–1962                                                                                  | 5                    |
| Albert Park Circuit                   |                                 | Uliczny  | Prawoskrętny                       | Melbourne, Australia                   | 5,278 km  | Grand Prix Australii                                                             | 1996–2019, od 2022                                                                                           | 27                   |
| Autódromo Internacional do Algarve    |                                 | Stały    | Prawoskrętny                       | Portimão, Portugalia                   | 4,653 km  | Grand Prix Portugalii                                                            | 2020–2021 | 2                    |
| AVUS                                  |                                 | Uliczny  | Lewoskrętny                        | Berlin, Niemcy                         | 8,300 km  | Grand Prix Niemiec                                                               | 1959 | 1                    |
| Bahrain International Circuit         |                                 | Stały    | Prawoskrętny                       | Sakhir, Bahrajn                        | 5,412 km  | Grand Prix Bahrajnu, Grand Prix Sakhiru                                          | 2004–2010, od 2012                                                                                           | 21                   |
| Baku City Circuit                     |                                 | Uliczny  | Lewoskrętny                        | Baku, Azerbejdżan                      | 6,003 km  | Grand Prix Europy, Grand Prix Azerbejdżanu                                       | 2016–2019, od 2021                                                                                           | 7                    |
| Circuit de Barcelona-Catalunya        |                                 | Stały    | Prawoskrętny                       | Montmeló, Hiszpania                    | 4,657 km  | Grand Prix Hiszpanii                                                             | od 1991 | 33                   |
| Circuito da Boavista                  |                                 | Uliczny  | Lewoskrętny                        | Porto, Portugalia                      | 7,775 km  | Grand Prix Portugalii                                                            | 1958, 1960                                                                                                   | 2                    |
| Brands Hatch                          |                                 | Stały    | Prawoskrętny                       | West Kingsdown, Wielka Brytania        | 4,206 km  | Grand Prix Wielkiej Brytanii, Grand Prix Europy                                  | 1964, 1966, 1968, 1970, 1972, 1974, 1976, 1978, 1980, 1982–1986                                              | 14                   |
| Circuit Bremgarten                    |                                 | Mieszany | Prawoskrętny                       | Bremgarten bei Bern, Szwajcaria        | 7,280 km  | Grand Prix Szwajcarii                                                            | 1950–1954 | 5                    |
| Buddh International Circuit           |                                 | Stały    | Prawoskrętny                       | Wielka Noida, Indie                    | 5,125 km  | Grand Prix Indii                                                                 | 2011–2013 | 3                    |
| Bugatti Circuit                       |                                 | Stały    | Prawoskrętny                       | Le Mans, Francja                       | 4,442 km  | Grand Prix Francji                                                               | 1967 | 1                    |
| Caesars Palace                        |                                 | Uliczny  | Lewoskrętny                        | Las Vegas, Stany Zjednoczone           | 3,650 km  | Grand Prix Las Vegas                                                             | 1981–1982 | 2                    |
| Charade Circuit                       |                                 | Mieszany | Prawoskrętny                       | Saint-Genès-Champanelle, Francja       | 8,055 km  | Grand Prix Francji                                                               | 1965, 1969–1970, 1972                                                                                        | 4                    |
| Circuit of the Americas               |                                 | Stały    | Lewoskrętny                        | Austin, Stany Zjednoczone              | 5,513 km  | Grand Prix Stanów Zjednoczonych                                                  | 2012–2019, od 2021                                                                                           | 11                   |
| Detroit Street Circuit                |                                 | Uliczny  | Lewoskrętny                        | Detroit, Stany Zjednoczone             | 4,023 km  | Grand Prix Stanów Zjednoczonych – Wschód                                         | 1982–1988 | 7                    |
| Dijon-Prenois                         |                                 | Stały    | Prawoskrętny                       | Prenois, Francja                       | 3,800 km  | Grand Prix Francji, Grand Prix Szwajcarii                                        | 1974, 1977, 1979, 1981–1982, 1984                                                                            | 6                    |
| Donington Park                        |                                 | Stały    | Prawoskrętny                       | Castle Donington, Wielka Brytania      | 4,023 km  | Grand Prix Europy                                                                | 1993 | 1                    |
| Autodromo Enzo e Dino Ferrari         |                                 | Stały    | Lewoskrętny                        | Imola, Włochy                          | 4,909 km  | Grand Prix Włoch, Grand Prix San Marino, Grand Prix Emilii-Romanii               | 1980–2006, 2020–2022, od 2024                                                                                | 30                   |
| Autódromo do Estoril                  |                                 | Stały    | Prawoskrętny                       | Cascais, Portugalia                    | 4,360 km  | Grand Prix Portugalii                                                            | 1984–1996 | 13                   |
| Fair Park                             |                                 | Uliczny  | Prawoskrętny                       | Dallas, Stany Zjednoczone              | 3,901 km  | Grand Prix Stanów Zjednoczonych                                                  | 1984 | 1                    |
| Fuji International Speedway           |                                 | Stały    | Prawoskrętny                       | Oyama, Japonia                         | 4,563 km  | Grand Prix Japonii                                                               | 1976–1977, 2007–2008                                                                                         | 4                    |
| Circuit Gilles Villeneuve             |                                 | Mieszany | Prawoskrętny                       | Montreal, Kanada                       | 4,361 km  | Grand Prix Kanady                                                                | 1978–1986, 1988–2008, 2010–2019, od 2022                                                                     | 42                   |
| Autódromo Hermanos Rodríguez          |                                 | Stały    | Prawoskrętny                       | Meksyk, Meksyk                         | 4,304 km  | Grand Prix Meksyku, Grand Prix Miasta Meksyk                                     | 1963–1970, 1986–1992, 2015–2019, od 2021                                                                     | 23                   |
| Hockenheimring                        |                                 | Stały    | Prawoskrętny                       | Hockenheim, Niemcy                     | 4,574 km  | Grand Prix Niemiec                                                               | 1970, 1977–1984, 1986–2006, 2008, 2010, 2012, 2014, 2016, 2018–2019                                          | 37                   |
| Hungaroring                           |                                 | Stały    | Prawoskrętny                       | Budapeszt, Węgry                       | 4,381 km  | Grand Prix Węgier                                                                | od 1986 | 38                   |
| Indianapolis Motor Speedway           |                                 | Stały    | Prawoskrętny, Lewoskrętny (Owalny) | Speedway, Stany Zjednoczone            | 4,192 km  | Indianapolis 500, Grand Prix Stanów Zjednoczonych                                | 1950–1960, 2000–2007                                                                                         | 19                   |
| Istanbul Park                         |                                 | Stały    | Lewoskrętny                        | Stambuł, Turcja                        | 5,338 km  | Grand Prix Turcji                                                                | 2005–2011, 2020–2021                                                                                         | 9                    |
| Autódromo Internacional Nelson Piquet |                                 | Stały    | Lewoskrętny                        | Rio de Janeiro, Brazylia               | 5,031 km  | Grand Prix Brazylii                                                              | 1978, 1981–1989                                                                                              | 10                   |
| Circuito del Jarama                   |                                 | Stały    | Prawoskrętny                       | San Sebastián de los Reyes, Hiszpania  | 3,312 km  | Grand Prix Hiszpanii                                                             | 1968, 1970, 1972, 1974, 1976–1979, 1981                                                                      | 9                    |
| Jeddah Corniche Circuit               |                                 | Uliczny  | Lewoskrętny                        | Dżudda, Arabia Saudyjska               | 6,174 km  | Grand Prix Arabii Saudyjskiej                                                    | od 2021 | 4                    |
| Circuito Permanente de Jerez          |                                 | Stały    | Prawoskrętny                       | Jerez de la Frontera, Hiszpania        | 4,428 km  | Grand Prix Hiszpanii, Grand Prix Europy                                          | 1986–1990, 1994, 1997                                                                                        | 7                    |
| Autódromo José Carlos Pace            |                                 | Stały    | Lewoskrętny                        | São Paulo, Brazylia                    | 4,309 km  | Grand Prix Brazylii, Grand Prix São Paulo                                        | 1973–1977, 1979–1980, 1990–2019, od 2021                                                                     | 40                   |
| Korea International Circuit           |                                 | Stały    | Lewoskrętny                        | Yeongam, Korea Południowa              | 5,615 km  | Grand Prix Korei Południowej                                                     | 2010–2013 | 4                    |
| Kyalami Circuit                       |                                 | Stały    | Lewoskrętny                        | Midrand, Południowa Afryka             | 4,261 km  | Grand Prix Południowej Afryki                                                    | 1967–1980, 1982–1985, 1992–1993                                                                              | 20                   |
| Las Vegas Street Circuit              |                                 | Uliczny  | Prawoskrętny                       | Las Vegas, Stany Zjednoczone           | 6,201 km  | Grand Prix Las Vegas                                                             | od 2023 | 1                    |
| Long Beach Street Circuit             |                                 | Uliczny  | Prawoskrętny                       | Long Beach, Stany Zjednoczone          | 3,275 km  | Grand Prix Stanów Zjednoczonych – Zachód                                         | 1976–1983 | 8                    |
| Losail International Circuit          |                                 | Uliczny  | Prawoskrętny                       | Lusajl, Katar                          | 5,419 km  | Grand Prix Kataru                                                                | 2021, od 2023                                                                                                | 2                    |
| Circuit de Nevers Magny-Cours         |                                 | Stały    | Prawoskrętny                       | Magny-Cours, Francja                   | 4,411 km  | Grand Prix Francji                                                               | 1991–2008 | 18                   |
| Marina Bay Street Circuit             |                                 | Uliczny  | Lewoskrętny                        | Singapur                               | 5,063 km  | Grand Prix Singapuru                                                             | 2008–2019, od 2022                                                                                           | 14                   |
| Miami International Autodrome         |                                 | Uliczny  | Lewoskrętny                        | Miami, Stany Zjednoczone               | 5,410 km  | Grand Prix Miami                                                                 | od 2022 | 2                    |
| Monsanto Park                         |                                 | Uliczny  | Prawoskrętny                       | Lizbona, Portugalia                    | 5,440 km  | Grand Prix Portugalii                                                            | 1959 | 1                    |
| Mugello Circuit                       |                                 | Stały    | Prawoskrętny                       | Scarperia e San Piero, Włochy          | 5,245 km  | Grand Prix Toskanii                                                              | 2020 | 1                    |
| Circuit de Monaco                     |                                 | Uliczny  | Prawoskrętny                       | Monako                                 | 3,337 km  | Grand Prix Monako                                                                | 1950, 1955–2019, od 2021                                                                                     | 69                   |
| Circuit Mont-Tremblant                |                                 | Stały    | Prawoskrętny                       | Mont-Tremblant, Kanada                 | 4,265 km  | Grand Prix Kanady                                                                | 1968, 1970                                                                                                   | 2                    |
| Mosport International Raceway         |                                 | Stały    | Prawoskrętny                       | Bowmanville, Kanada                    | 3,957 km  | Grand Prix Kanady                                                                | 1967, 1969, 1971–1977                                                                                        | 8                    |
| Montjuïc Circuit                      |                                 | Uliczny  | Lewoskrętny                        | Barcelona, Hiszpania                   | 3,790 km  | Grand Prix Hiszpanii                                                             | 1969, 1971, 1973, 1975                                                                                       | 4                    |
| Autodromo Nazionale di Monza          |                                 | Stały    | Prawoskrętny                       | Monza, Włochy                          | 5,793 km  | Grand Prix Włoch                                                                 | 1950–1979, od 1981                                                                                           | 73                   |
| Nivelles-Baulers                      |                                 | Stały    | Prawoskrętny                       | Nivelles, Belgia                       | 3,724 km  | Grand Prix Belgii                                                                | 1972, 1974                                                                                                   | 2                    |
| Nürburgring                           |                                 | Mieszany | Prawoskrętny                       | Nürburg, Niemcy                        | 5,148 km  | Grand Prix Niemiec, Grand Prix Europy, Grand Prix Luksemburga, Grand Prix Eifelu | 1951–1954, 1956–1958, 1961–1969, 1971–1976, 1984–1985, 1995–2007, 2009, 2011, 2013, 2020                     | 41                   |
| Autódromo Oscar Alfredo Gálvez        |                                 | Mieszany | Prawoskrętny                       | Buenos Aires, Argentyna                | 4,259 km  | Grand Prix Argentyny                                                             | 1953–1958, 1960, 1972–1975, 1977–1981, 1995–1998                                                             | 20                   |
| Circuit Paul Ricard                   |                                 | Stały    | Prawoskrętny                       | Le Castellet, Francja                  | 5,842 km  | Grand Prix Francji                                                               | 1971, 1973, 1975–1976, 1978, 1980, 1982–1983, 1985–1990, 2018–2019, 2021–2022                                | 18                   |
| Pedralbes Circuit                     |                                 | Uliczny  | Prawoskrętny                       | Barcelona, Hiszpania                   | 6,316 km  | Grand Prix Hiszpanii                                                             | 1951, 1954                                                                                                   | 2                    |
| Pescara Circuit                       |                                 | Mieszany | Prawoskrętny                       | Pescara, Włochy                        | 25,579 km | Grand Prix Pescara                                                               | 1957 | 1                    |
| Phoenix Circuit                       |                                 | Uliczny  | Lewoskrętny                        | Phoenix, Stany Zjednoczone             | 3,721 km  | Grand Prix Stanów Zjednoczonych                                                  | 1989–1991 | 3                    |
| Prince George Circuit                 |                                 | Stały    | Prawoskrętny                       | East London, Południowa Afryka         | 3,920 km  | Grand Prix RPA                                                                   | 1962–1963, 1965                                                                                              | 3                    |
| Red Bull Ring                         |                                 | Stały    | Prawoskrętny                       | Spielberg, Austria                     | 4,318 km  | Grand Prix Austrii, Grand Prix Styrii                                            | 1970–1987, 1997–2003, od 2014                                                                                | 37                   |
| Reims-Gueux                           |                                 | Mieszany | Prawoskrętny                       | Gueux, Francja                         | 8,302 km  | Grand Prix Francji                                                               | 1950–1951, 1953–1954, 1956, 1958–1961, 1963, 1966                                                            | 11                   |
| Riverside International Raceway       | Riverside International Raceway | Stały    | Prawoskrętny                       | Moreno Valley, Stany Zjednoczone       | 5,271 km  | Grand Prix Stanów Zjednoczonych                                                  | 1960 | 1                    |
| Rouen-Les-Essarts                     |                                 | Mieszany | Prawoskrętny                       | Orival, Francja                        | 6,542 km  | Grand Prix Francji                                                               | 1952, 1957, 1962, 1964, 1968                                                                                 | 5                    |
| Scandinavian Raceway                  |                                 | Stały    | Prawoskrętny                       | Anderstorp, Szwecja                    | 4,031 km  | Grand Prix Szwecji                                                               | 1973–1978 | 6                    |
| Sebring International Raceway         |                                 | Mieszany | Prawoskrętny                       | Sebring, Stany Zjednoczone             | 8,369 km  | Grand Prix Stanów Zjednoczonych                                                  | 1959 | 1                    |
| Sepang International Circuit          |                                 | Stały    | Prawoskrętny                       | Sepang, Malezja                        | 5,543 km  | Grand Prix Malezji                                                               | 1999–2017 | 19                   |
| Shanghai International Circuit        |                                 | Stały    | Prawoskrętny                       | Szanghaj, Chiny                        | 5,451 km  | Grand Prix Chin                                                                  | 2004–2019, od 2024                                                                                           | 16                   |
| Silverstone Circuit                   |                                 | Stały    | Prawoskrętny                       | Silverstone, Wielka Brytania           | 5,891 km  | Grand Prix Wielkiej Brytanii, Grand Prix 70-lecia                                | 1950–1954, 1956, 1958, 1960, 1963, 1965, 1967, 1969, 1971, 1973, 1975, 1977, 1979, 1981, 1983, 1985, od 1987 | 58                   |
| Sochi Autodrom                        |                                 | Mieszany | Prawoskrętny                       | Soczi, Rosja                           | 5,848 km  | Grand Prix Rosji                                                                 | 2014–2021 | 8                    |
| Circuit de Spa-Francorchamps          |                                 | Mieszany | Prawoskrętny                       | Stavelot, Belgia                       | 7,004 km  | Grand Prix Belgii                                                                | 1950–1956, 1958, 1960–1968, 1970, 1983, 1985–2002, 2004–2005, od 2007                                        | 56                   |
| Suzuka International Racing Course    |                                 | Stały    | Oba                                | Suzuka, Japonia                        | 5,807 km  | Grand Prix Japonii                                                               | 1987–2006, 2009–2019, od 2022                                                                                | 33                   |
| Okayama International Circuit         |                                 | Stały    | Prawoskrętny                       | Mimasaka, Japonia                      | 3,703 km  | Grand Prix Pacyfiku                                                              | 1994–1995 | 2                    |
| Valencia Street Circuit               |                                 | Uliczny  | Prawoskrętny                       | Walencja, Hiszpania                    | 5,419 km  | Grand Prix Europy                                                                | 2008–2012 | 5                    |
| Watkins Glen                          |                                 | Mieszany | Prawoskrętny                       | Watkins Glen, Stany Zjednoczone        | 5,435 km  | Grand Prix Stanów Zjednoczonych                                                  | 1961–1980 | 20                   |
| Yas Marina Circuit                    |                                 | Stały    | Lewoskrętny                        | Abu Zabi, Zjednoczone Emiraty Arabskie | 5,281 km  | Grand Prix Abu Zabi                                                              | od 2009 | 15                   |
| Circuit Park Zandvoort                |                                 | Stały    | Prawoskrętny                       | Zandvoort, Holandia                    | 4,259 km  | Grand Prix Holandii                                                              | 1952–1953, 1955, 1958–1971, 1973–1985, od 2021                                                               | 33                   |
| Zeltweg Airfield                      |                                 | Mieszany | Prawoskrętny                       | Zeltweg, Austria                       | 3,200 km  | Grand Prix Austrii                                                               | 1964 | 1                    |
| Circuit Zolder                        |                                 | Stały    | Prawoskrętny                       | Heusden-Zolder, Belgia                 | 4,262 km  | Grand Prix Belgii                                                                | 1973, 1975–1982, 1984                                                                                        | 10                   |

## Tory według państw
Od 1950 roku Grand Prix Formuły 1 zorganizowano na 75 torach zlokalizowanych w 34 państwach świata, na wszystkich kontynentach poza Antarktydą. Najwięcej torów, bo aż dwunastu, używano w Stanach Zjednoczonych. Na siedmiu trasach ścigano się we Francji, a na sześciu w Hiszpanii.
| Państwo                      | Liczba |
| ---------------------------- | ------ |
| Arabia Saudyjska             | 1      |
| Argentyna                    | 1      |
| Australia                    | 2      |
| Austria                      | 2      |
| Azerbejdżan                  | 1      |
| Bahrajn                      | 1      |
| Belgia                       | 3      |
| Brazylia                     | 2      |
| Chiny                        | 1      |
| Francja                      | 7      |
| Hiszpania                    | 6      |
| Holandia                     | 1      |
| Indie                        | 1      |
| Japonia                      | 3      |
| Kanada                       | 3      |
| Katar                        | 1      |
| Korea Południowa             | 1      |
| Malezja                      | 1      |
| Maroko                       | 1      |
| Meksyk                       | 1      |
| Monako                       | 1      |
| Niemcy                       | 3      |
| Portugalia                   | 4      |
| Południowa Afryka            | 2      |
| Rosja                        | 1      |
| Singapur                     | 1      |
| Stany Zjednoczone            | 12     |
| Szwajcaria                   | 1      |
| Szwecja                      | 1      |
| Turcja                       | 1      |
| Węgry                        | 1      |
| Wielka Brytania              | 4      |
| Włochy                       | 4      |
| Zjednoczone Emiraty Arabskie | 1      |
| Razem                        | 76     |